# FC Hradec Králové
FC Hradec Králové is een Tsjechische voetbalclub uit Hradec Králové, uitkomend in de Fortuna liga.

## Geschiedenis
De club werd in 1905 als SK Hradec Králové opgericht, zoals zovele Oost-Europese clubs onderging de club vele naamsveranderingen (zie onder). In 1919 werd de club kampioen van Oost-Bohemen en nam zo deel aan de eindronde van de Tsjechische titel, maar verloor alle drie de wedstrijden. Drie jaar later bereikte de club de finale maar verloor met 0-7 van Sparta Praag. In 1930 werd de club in de eerste ronde van het Tsjecho-Slowaakse amateurkampioenschap uitgeschakeld.
De promotie naar de eerste klasse werd in 1934 net gemist, het duurde tot 1955 vooraleer de club haar opwachting zou maken in de hoogte klasse van Tsjecho-Slowakije. In 1958 degradeerde de club opnieuw en kon na één seizoen terugkeren. In 1960 werd de promovendus verrassend kampioen. In 1964 moest de club de rol lossen maar kon na één seizoen in 2de weer terugkeren. De terugkeer was echter van korte duur, het volgende gastoptreden in de hoogste klasse kwam er in het seizoen 1972/73.
In 1975 degradeerde de clubs zelfs naar de 3de klasse en keerde na 2 seizoenen terug. In 1980 promoveerde de club weer naar de eerste klasse maar kon ook nu maar één seizoen standhouden. Spartak verdween in 1983 opnieuw naar de 3de klasse en beperkte het verblijf daar tot 1 jaar. In 1988/89 speelde de club weer in de hoogste klasse. In 1990 keerde de club terug en kon een langer verblijven beginnen. De beker werd in 1995 binnen gehaald en in de Europacup II werd de club pas in de 3de ronde uitgeschakeld door Dinamo Moskou.
In 2000 degradeerde SK opnieuw en kon na 1 seizoen terugkeren. De volgende degradatie volgde in 2003. De naam werd in 2005 veranderd in FC Hradec Králové. In 2010 promoveerde de club. Iets wat de club opnieuw lukte in het seizoen 2013/14, waarna de club in het seizoen 2014/15 alweer uit de Synot liga degradeerde. In het seizoen 2015/16 werd Hradec in de Fotbalová národní liga tweede, waarmee opnieuw promotie naar het hoogste niveau, nu ePojisteni.cz liga geheten, bewerkstelligd. Na één seizoen degradeerde de club alweer.

## Erelijst
| Nationaal tot 1993                        |    |                           |
| Kampioen 1. československá fotbalová liga | 1× | 1959/60                   |
| Nationaal sinds 1993                      |    |                           |
| Kampioen 2. liga                          | 3× | 2000/01, 2009/10, 2020/21 |
| Winnaar van Beker van Tsjechië            | 1× | 1994/95                   |

## Naamsveranderingen
- 1905 – opgericht SK Hradec Králové (Sportovní klub Hradec Králové)
- 1949 – Sokol Hradec Králové
- 1950 – TJ Škoda Hradec Králové (Tělovýchovná jednotka Škda Hradec Králové)
- 1953 – DSO Spartak ZVÚ Hradec Králové
- 1976 – TJ Spartak ZVÚ Hradec Králové
- 1989 – fusie met Rudá hvězda Hradec Králové → RH Spartak ZVÚ Hradec Králové (Rudá hvězda Spartak Závody vítězného února Hradec Králové)
- 1990 – SKP Spartak Hradec Králové (Sportovní klub policie Spartak Hradec Králové)
- 1992 – SKP Fomei Hradec Králové (Sportovní klub policie Fomei Hradec Králové)
- 1994 – SK Hradec Králové (Sportovní klub Hradec Králové)
- 2005 – FC Hradec Králové (Football Club Hradec Králové, .a.s)

## Eindklasseringen vanaf 1994 (grafiek)
| 13 |

| 12 |

| 14 |

| 14 |

| 12 |

| 8 |

| 16 |

| 1 |

| 12 |

| 16 |

| 7 |

| 7 |

| 4 |

| 7 |

| 4 |

| 13 |

| 1 |

| 8 |

| 13 |

| 16 |

| 2 |

| 15 |

| 2 |

| 15 |

| 4 |

| 4 |

| 4 |

| 1 |

| 6 |

| 8 |

| 7 |

| 9 |

| Fortuna liga | Fotbalová národní liga | ČFL / MSFL |

## FC Hradec Králové in Europa
FC Hradec Králové speelt sinds 1986 in diverse Europese competities. Hieronder staan de competities en in welke seizoenen de club deelnam:
- Europacup I (1x)

1960/61
- Europacup II (1x)

1995/96
- Intertoto Cup (2x)

1998, 1999
- Mitropacup (1x)

1962

## Bekende (oud-)spelers
- Josef Bican
- Milan Černý
- Pavel Černý
- Tomáš Koubek
- Jozef Kožlej
- Pavel Krmaš
- Václav Pilař
- Jaroslav Plašil
- Rudolf Skácel